# Serrabardina
Serrabardina és una masia de Seva (Osona) inclosa a l'Inventari del Patrimoni Arquitectònic de Catalunya.

## Descripció
Gran casal. Portada principal adovellada amb un escudet llis a la dovella principal amb data 1600. La teulada és a dues vessants. Totes les finestres són de pedra treballada. Davant la casa trobem dues llisses i a l'entrada d'una d'elles la data 1689 (sembla com si el conjunt fos construït en dues etapes). Al voltant de les llisses, hi trobem diferents edificacions dedicades a corts i també una masoveria. Davant la llissa interior trobem un element de defensa.

## Història
Mas situat a la part del migdia del terme, prop del límit amb el Brull. Ens consta citat a l'any 1626 en el Cens General i posteriorment a l'any 1860 en el nomenclàtor de la província de Barcelona.